# ژنیا واسیل‌کیفسکا
ژنیا واسیل‌کیفسکا (انگلیسی: Zhenia Vasylkivska; ۶ ژانویهٔ ۱۹۲۹ – ۲۵ آوریل ۲۰۲۱) نویسنده اهل اوکراین بود.